# تاکاهاشی فوجی
تاکاهاشی فوجی (انگلیسی: Takashi Fujii؛ زادهٔ ۱۰ مارس ۱۹۷۲) یک خواننده، و هنرپیشه اهل ژاپن است.
از فیلم‌ها یا برنامه‌های تلویزیونی که وی در آن نقش داشته است می‌توان به پسران قرن بیستم، گمشده در ترجمه، و کامن ریدر ساخت: یکی باش (فیلم) اشاره کرد.